# Сельское поселение «Деревня Гавриловка»
Сельское поселение «Деревня Гавриловка» — муниципальное образование в составе Кировского района Калужской области России.
Центр — деревня Гавриловка.

## Население
| 2010 | 2012 | 2013 | 2014 | 2015 | 2016 | 2017 |
| ---- | ---- | ---- | ---- | ---- | ---- | ---- |
| 305  | ↘298 | ↗305 | ↘293 | ↗300 | ↘291 | ↘285 |
| 2018 | 2019 | 2020 | 2021 |      |      |      |
| ↘274 | →274 | ↘266 | ↗346 |      |      |      |

## Состав
В поселение входят 6 населённых мест:
- деревня Гавриловка
- деревня Большое Заборье
- деревня Коновка
- деревня Мироновка
- деревня Пчелка
- деревня Соломоновка